# 트레나 키팅
트레나 키팅(Trenna Keating)은 캐나다의 배우이다.
웨이번에서 태어났다.

## 출연 작품

### 영화
- 저스트 프렌드 (2005년) - 낸시 역

### 텔레비전
- 컴뱃 호스피탈 (2011, Combat Hospital)
- 디파이언스 (2013-15)
- 머독 미스터리 (2014)
- 오펀 블랙 (2015)
- 12 몽키즈 (2016)
- 다크 매터 (2016)